# Zloženka
Zloženka je po SSKJ beseda, narejena z združitvijo dveh ali več polnopomenskih besed, navadno povezanih z veznim samoglasnikom.
Jože Toporišič v Slovenski slovnici glede na podstavo in obrazila loči štiri besedotvorne vrste. (Toporišič 2004, 156) Ena ob besedotvornih vrst je tudi zlaganje, ki ga opredeli kot postopek, v katerem se večdelna govorna podstava večinoma poveže z medpono -o-, -e, -i, z imenovalniško, tožilniško ali rodilniško končnico. Končnemu delu podstave je dodana ali pripona ali pa v njem nastopa kar oblika prvotne govorne podstave. (Toporišič 2004, 158)
Ada Vidovič Muha v monografiji Slovensko skladenjsko besedotvorje zloženko definira kot tvorjenko z najmanj dvokorensko besedotvorno podstavo in obrazilom, ki je nastalo s pretvorbo slovničnega razmerja med predmetnopomenskima besedama v skladenjski podstavi ("nestavčna podredna besedna zveza /.../, katere predmetno- in slovničnopomenske sestavine so pretvorljive v tvorjenko." (Vidovič Muha 2011, 331)). Od drugih tvorjenk se razlikuje v besedotvorni podstavi in obrazilu. (Vidovič Muha 2011, 110)

### Besedotvorna podstava
Besedotvorna podstava torej nosi konkretni slovarski pomen tvorjenke. V primeru zloženk je nastala po pretvorbi najmanj dveh predmetnopomenskih besed, ki sta v skladenjski podstavi v podrednem ali prirednem razmerju. To razmerje je v besedotvorni podstavi izraženo z definirano razvrstitvijo njenih delov: podrednost implicira določujočo sestavino pred določano ne glede na vrsto prilastka v skladenjski podstavi, prirednost pa ohranitev zaporednosti (predmetnopomenskih) besed iz skladenjske podstave, npr.: 
sever-o-vzhod ← vzhod {ob} sever {-u}, { } → -o-, sever-, -vzhod; rdeč-e-bel ← rdeč{-ø in} bel. (Vidovič Muha 2011, 106)

### Obrazila
Obrazila so tiste vrste morfemi, ki delajo besedo tvorjeno in implicirajo slovnični pomen skladenjske podstave v celoti. Za zlaganje je obvezno medponsko obrazilo ali medponski obrazilni morfem, vsebuje pa lahko tudi priponski morfem, ki skupaj z medponskim tvori dvomorfemsko obrazilo, npr.: 
knjig-o-vez-ø ← [tisti, ki] veže[-ø] knjig{-e}, [ ] → -ø-, { } → -o-, knjig-, -vez. (Vidovič Muha 2011, 106-107)

#### Medponski morfem
Medponski morfem nastane s pretvorbo slovničnega pomena med predmetnopomenskima besedama (pri prirednih zloženkah lahko tudi med več besedami), ki ju lahko pretvorimo v besedotvorno podstavo. Ta morfem ima lahko le slovnični pomen, ki se v skladenjski podstavi izraža kot končnica, predlog in končnica ali veznik. Njihova vloga je izražanje hierarhiziranega skladenjskega razmerja (priredje, podredje, prisojanje, vezava, primik). Ta hierarhičnost sestavin se ohrani tudi na ravni besedotvornih morfemov, le da spremeni izrazno podobo - njen nosilec niso več končnice, ampak enoglasovni, tudi neglasovni (ničti) medponski morfemi. Pomembno je tudi zaporedje morfemov, ki so v hierarhičnem razmerju, podobno kot je izraženo medbesedno razmerje z besednim redom: zaporedje korenskih morfemov besedotvorne podstave podrednih zloženk ustreza skladenjskemu: 
avt-o-garaža ← garaža za avto → *avtna garaža oz. avtogaraža. (Vidovič Muha 2011, 107-108)

#### Priponski morfem
Pripone zloženk so lahko nastale le s pretvorbo zaimenskega jedra skladenjske podstave ter njegovega ustreznika v razvijajočem členu skladenjske podstave (npr. v prilastkovem odvisniku veznik ki). Pripona pri zloženkah je torej vezana na skladenjsko podstavo, ki vsebuje dve skladenjski razmerji na različnih stopnjah - (podredno) razmerje jedra skladenjske podstave in njenega določujočega člena ter razmerje med predmetnopomenskima besedama, ki se pretvorita v besedotvorno podstavo. Priponsko se obrazili vedno prvo podredno razmerje med jedrom in določujočim členom skupaj z nosilci tega razmerja. 

Vse pripone zloženk (kot druge priponske tvorjenke) izražajo tudi besedno vrsto tvorjenke: 
družbenogospodar-ski ← [tak, ki je povezan z] družbenim gospodarstvom; bakrorez-ec-ø ← [tisti, ki] reže baker. 
Če je izrazna podoba pripone ničta (tj. glasovno prazna pripona), je njena vloga tudi končniška in tako izraža slovarske (npr. spol) in slovnične (npr. sklon) kategorije: 
črnogled-ø ← [tak, ki] črno gleda. (Vidovič Muha 2011, 108-110)

### Število in mesto naglasa
Število in mesto naglasa je pri zloženkah načeloma odvisno od predmetnopomenskih besed v skladenjski podstavi in od slovničnega razmerja med njimi: če je razmerje podredno, je naglašena jedrna sestavina zloženke; pri prirednem razmerju pa imamo toliko naglasov, kolikor je sestavin (predmetnopomenskih besed) tega razmerja.

Pri podrednem razmerju se je izkazala glede števila naglasov kot odločujoča tudi
a) oblika podredne sestavine: če je ta tvorjena, je zloženka dvonaglasna, npr. ljúdskošólski : belolàs,
b) oblika besedotvornega procesa: če imajo (zlasti samostalniške zloženke) samo enomorfemsko končniško homonimno obrazilo (prevzet besedotvorni vzorec), so dvonaglasne, npr. ávtogaráža. (Vidovič Muha 2011, 110)

## Delitev zloženk vSlovenskem skladenjskem besedotvorju
Ada Vidovič Muha zloženke deli glede na njihova razmerja v skladenjski podstavi na podredne in priredne zloženke.

### Podredne zloženke
Podredne zloženke imajo skladenjskopodstavno zgradbo x1/x2, pri čemer je x1 jedro, x2 pa določujoči del del. Delimo jih na zloženke z dvomorfemskim medponsko-priponskim obrazilom ter zloženke z enomorfemskim obrazilom. (Vidovič Muha 2011, 141)

#### Medponsko-priponske zloženke (Zm-p)
Pri medponsko-priponskem zlaganju je obrazilo sestavljeno iz medpone in pripone – medponsko-priponsko obrazilo. Medponsko-priponske podredne zloženke imajo določani člen besedotvorne podstave lahko samo iz glagola ali iz samostalnika. V prilastkovem odvisniku skladenjske podstave zloženk sta dve predmetnopomenski besedi v neposrednem predvidljivem skladenjskem razmerju. Prvi tip je vedno polnopomenski glagol, ki se pretvarja v (določano) sestavino besedotvorne podstave – zloženke imenujemo podobno kot Breznik izglagolske, drugi tip zloženk pa ima v skladenjski podstavi vedno nepolnopomenski glagol, ki se tako kot vse slovničnopomenske lastnosti skladenjske podstave vedno obrazili – zloženke imenujemo (po Brezniku) imenske. (Vidovič Muha 2011, 327)
Izglagolske zloženke, ki so največkrat samostalniki pa tudi pridevniki, imajo skladenjsko podstavo medpone vezano na katero od stavčnih vrst razmerja – primik, vezavo, največkrat tožilniško, prisojanje pa tudi povedkovo- ali prilastkovodoločilno ujemanje. Besedotvornopomenske omejitve izhajajo iz vrste skladenjskopodstavnega (stavčnega) razmerja, se pravi iz skladenjske podstave medpone in glagolske polnopomenskosti – njegove pretvorljivosti v (del) besedotvorne podstave. Tako velja, da besedotvorna pomena, nastala iz prvega delovalnika – se pravi vršilec dejanja in predmet za dejanje, ne moreta imeti v skladenjski podstavi medpone iz prisojevalnega razmerja – to se obrazili lahko le priponsko, npr.:
vrv-o-hod-ec ← [tisti, ki] hodi [-ø] {po} vrv{-i}, [ ] → -(e)c, { } → -o-, vrv-, -hod-.
Besedotvorni pomen rezultata in sredstva dejanja (tožilniško-, orodniškovezavna skladenjska podstava pripone) sta verjetna samo v zloženki s polnopomenskim glagolom v skladenjski podstavi, npr.:
čas-o-pis-ø ← [to, kar] piše[ø] {o} čas{-u}, [ ] → -ø, { } → -o-, čas-, -pis-.

Za glagolske zloženke tako kot za tvorjenke iz predložne zveze so značilne pripone, ki so izrazno ali razvrstitveno (glede na podstavo) lahko drugačne od izpeljavnih. Izrazno so te pripone vedno soglasniške, npr. -(e)c, -ja, -je, -stvo, ali pa glasovno prazne, ničte; te pripone so razvrščene vedno na (glagolski) koren, se pravi, da glagolska pripona pretvorbeno (besedotvorno) ne šteje, npr.:
bakr-o-rez-ø ← [to, da se] reže[-ø] {v} baker{-ø}, [ ] → -ø, { } → -o-, bakr-, -rez-. (Vidovič Muha 2011, 327)
Imenske zloženke je mogoče ločiti na podlagi pomena jedrnega samostalnika v prilastkovem odvisniku skladenjske podstave; če ta samostalnik poimenuje sestavino česa, vsaj prvotno je to človeški, živalski ali rastlinski organizem, imamo opraviti glede na skladenjsko podstavo s strukturno sorodnimi zloženkami, ki jih imenujemo sestavinskolastnostne, vse druge pa lahko imenujemo vrstne. 
Sestavinskolastnostne zloženke so v veliki meri lastnostni pridevniki, lahko pa tudi vrstni z levim lastnostnim ali količinskim prilastkom v prilastkovem odvisniku skladenjske podstave:
bel-o-glav ← [tak, ki ima] bel{-o} glav{-o} / [tak, ki je] bel{-e} glav{-e}, [tak, ki je] {z} bel{-o} glav{-o}.
Samostalniki so omejeni na nekaj zelo starih primerov kot koz-o-glav-ø, ps-o-glav-ø, kjer gre, vsaj prvotno, za svojilno razmerje med samostalnikoma iz skladenjske podstave. Obravnavane zloženke so skupaj z glagolskimi najstarejše in tudi tvorbeno bolj ali manj mrtve. Obe skupini predstavljata jedro medponsko-priponskih zloženk, saj v celoti izpričujeta pripone, ki so pomensko, izrazno ali razvrstitveno (glede na podstavo) drugačne od tistih, ki jih imajo navadne izpeljanke.

Vrstne zloženke je mogoče ločiti glede na pomen pridevniškega prilastka v skladenjski podstavi na dve temeljni skupini;
a) zloženke s količinskim prilastkom v skladenjski podstavi:
- sestavinski rodilnik: dv-o-četrtin-ski (takt) ← [ta, ki je] {iz} dv{-eh} četrtin{-o},
- spremstveni (neobvezno sestavinski) orodnik: dvocilindrski (motor) ← [ta, ki je] {z} dv{-ema} celindr{-oma},
- merni rodilnik (z mernim pridevnikov v skladenjski podstavi): petmetrski (jarek) ← [ta, ki ima] pet{-ø} metr{-ov},
- časovnoprislovni mestnik ali rodilnik: enoletni (dohodek) ← [ta, ki je] {v} en{-em} let{-u}, / {iz} en{-ega} let{-a}.

b) zloženke z razmernimi pridevniki v skladenjski podstavi
Zloženke z razmernim pridevnikom v skladenjski podstavi določa sopomenskost in enakoglasnost pripon z nekakovostnimi, zlasti vrstnimi priponskimi obrazili; enaka je tudi razvrstitev glede na podstavo; zanje je še značilna izpeljavnost (tvorjenost) pridevnika v skladenjski podstavi, v besedotvorni podstavi seveda ohranitev besedotvornega morfema (priponskega obrazila) določujoče sestavine, kar ima skupaj z izpeljavno pripono za posledico dvonaglasnost zloženke. Te zloženke so pogosto vezane na strokovno zvrst, njihovo nastajanje pa je bolj ali manj sprotno in zelo živo.
Med razmernimi pridevniki, ki se pojavljajo v skladenjski podstavi zloženk, so svojilni, vendar ne tisti s pretvorbo v edninski rodilnik in priponskim obrazilom -ov/-in, npr. cerkvenopolitični ← ki je povezan s cerkveno politiko ← s politiko (od) cerkve ← ki jo ima cerkev, ter vrstni, in sicer: vrstni predmetni v skladenjski podstavi ob izglagolskem samostalniku: narodnoobrambni – narodna obramba – obramba naroda (braniti narod), namembni, npr. ljudskošolski –ljudska šola – šola za ljudstvo – namenjena ljudstvu, sredstveni: denarnogospodarski – denarno gospodarstvo – gospodarstvo z denarjem, krajevni, časovni nahajanja: srednjeslovenski – srednja Slovenija – Slovenija v sredi, zimskošportni – zimski šport – šport v zimi, modificirani (stopnjevani): nižješolski – nižja šola, vrstilni (števniki): prvovrstni – prva vrsta. (Vidovič Muha 2011, 328-329)

#### Medponskoobrazilne zloženke (Zm)
Tudi podredne zloženke s samo medponskim obrazilom so razčlenjene glede na skladenjsko podstavo obrazila, ali natančneje, glede na sklonski pomen v skladenjski podstavi, ki je podstava (medponskega) obrazila. Strukturo teh zloženk je mogoče zapisati kot Sam1 Sam-1 / Prid Sam-1.
Sam-1 je lahko:
- predložni (za) tožilnik (namembnost): kačemalha ← malha za kače,
- orodnik (spremstvenost): fluorovodik ← vodik s fluorom (← v katerem je fluor),
- predložni (iz) rodilnik (snovnost ali sestavinskost): sladosok ← sok iz slada, avtokolona ← kolona iz avtov,
- mestnik (obstajanje, izvornost): Jugoslovan ← Slovan na jugu,
- rodilnik (slovnični predmet): posojilojemalec ← jemalec posojila,
- rodilnik (svojilnost): arterioskleroza ← skleroza (od) arterij. (Vidovič Muha 2011, 329)

Po skladenjskem besedotvorju Ade Vidovič Muha sodijo medponskoobrazilne zloženke v tip b, torej so tvorjenke, pri katerih se v medponsko obrazilo pretvarja slovnični pomen skladenjske podstave, ki vedno izraža podredno razmerje med dvema samostalnikoma. Glede na izrazno podobo medponskega obrazila jih je mogoče ločiti na dve skupini, in sicer:
a) medponsko obrazilo je izrazno samostojno, -o-/-e-jevsko
Skupina načeloma sodi med starejše, uvrstili bi jo lahko nekako na konec 19. stoletja. Načeloma so enonaglasne.

zob-o-zdravnik ← zdravnik {za} zob{-e}, { } → -o-, zob-, -zdravnik
b) homonimne s končnico
Le-te so izrazno mlajše, kar se načeloma potrjuje z dvonaglasnostjo.
gólf-ø-igríšče ← igrišče {za} golf {-ø}, { } → -ø-, golf-, -igrišče  (Vidovič Muha 2011, 34)

Gradivo: aromaterapija; avto-: avtoalarm, avtobomba, avtodvigalo, avtohiša, avtokozmetika, avtoodpad, avtoplin, avtosalon, avtosedež, avtošport; azbestcement; foto-: fotoavtomat, fotoesej, fotogalerija, fotomonografija, fotosenzibilni, fototapeta, fototiskalnik; čip-: čip kartica in[1] čipkartica.

S stališča zapisov skupaj/narazen opazimo, da je ob upoštevanju jezikovne rabe večina tovrstnih zloženk v SNB zapisanih samo skupaj. Količina pojavitev v korpusu GF je pri novejši leksiki sicer nizka, pomenska analiza pa pokaže, da je zapis narazen povezan z novejšimi tehnologijami.  

[1] S kvalifikatorjem in so označene iztočnice z variantnimi zapisi (SNB, str. 23).

##### Razvrstitev medponskoobrazilnih zloženk (Zm)novejše leksike
Kot je za novejšo leksiko značilno, se v rabi kaže določena variantnost, ki je pogostejša pri medponskoobrazilnih zloženkah iz novejših besed, medtem ko medponskoobrazilne zloženke z izraženim medponskim obrazilom -o-, z nadomestnimi (prevzetimi) sestavinami, z določujočo sestavino sam- in s količinskim, razsežnostnim prilastkom v skladenjski podstavi tudi po korpusnih podatkih kažejo zapis skupaj.
1) Zm s samostalniškim prilastkom v skladenjski podstavi
Za to skupino medponskoobrazilnih zloženk velja, da je prilastek jedrnega skladenjskopodstavnega samostalnika ali pridevnika (desni) samostalniški neujemalni. Sklonskopomenska razmerja med jedrnim samostalnikom in samostalniškim prilastkom so podstava medponskega obrazila. To vrsto zloženk je glede na lastnosti neimenovalniškega dela skladenjske podstave mogoče razdeliti na naslednje podskupine:
- Zm s kratico v skladenjski podstavi: ABS-sistem, CD-predvajalnik, USB-ključ(ek), LCD-televizor, DNK-analiza, SMS-sporočilo, PIN-koda ...
- Zm z (izvorno) lastnim imenom v skladenjski podstavi: SNB temelji na slovaropisni tradiciji SSKJ, ki lastnih imen ne obravnava, zato tudi poimenovanja kot L/laško pivo, P/poli salama niso obravnavana. V SNB najdemo tvorjenko iz samostalnika brik, pri katerem je povezava z izvornim lastnim imenom že zelo zbledela in jo razberemo šele iz etimološkega dela, npr. brik embalaža, bolj vidna je povezava s stvarnim lastnim imenom Nato v natoskeptiku.
- Zm z občnoimenskim samostalnikom v skladenjski podstavi, ki ni kratica: Zm iz besed, ki so že obravnavane v SSKJ, to so; Zm z izrazno samostojnim medponskim obrazilom -o- (kristaloterapija, lizingodajalec, lizingojemalec, etilometer, naglasoslovje) in Zm, pri katerih je obrazilo homonimno s končnico (aromaterapija, avtohiša, avtosedež, fotogalerija, fototiskalnik) ter Zm iz novejšega leksema na izrazni ravni, to so; Zm z izrazno samostojnim obrazilom -o- (pranoterapija) in Zm, pri katerih je obrazilo homonimno s končnico (mobiuporabnik, fitnes center, folk glasba)

2) Zm z nadomestnimi (prevzetimi) sestavinami skladenjske podstave
- Zm z nadomestno določujočo sestavino: agrokoprena, andropavza, ateroskleroza, avdiokaseta, avtoimunski, fitoterapija, nevrobiologija ...
- Zm z nadomestno določano sestavino: kartomat, deloholik, DVD-teka, fotofon, mlekomat ...
- Zm z obema nadomestnima sestavinama: nevrodermitis, narkolepsija, avionika, avdiofil, amniocenteza ...

3) Zm z določujočo sestavino sam-:
samopromocija, samozaposlitev, samopodoba, samopregledovanje, samoevalvacija, samohranilec, samoporjavitev, samonadzor ...
4) Zm s količinskim, razsežnostnim prilastkom v skladenjski podstavi:
veleplakat, veletržnica, velemesto, velepredstava, polpuli, polavtocesta, polvikanje ...

### Priredne zloženke
Priredne zloženke so tiste, pri katerih sta sestavini besedotvorne podstave hierarhično enaki in imajo dvo- ali večjedrno skladenjsko podstavo. Vsebujejo lahko samo medponsko obrazilo, ki je lahko eno- ali celo več kot dvomorfemsko in ki nastane iz vezalnega priredja v skladenjski podstavi, npr.: 
sivo-modro-rumen ← siv{-ø in} moder{-ø in} rumen, { } → -o-/-e-. 
Iz prirednega razmerja sestavin skladenjske podstave nastanejo medponskoobrazilne priredne zloženke; iz prirednega razmerja med predmetnopomenskima besedama v prilastkovem odvisniku skaldenjske podstave pa nastajajo obrazilno dvomorfemske priredne zloženke.

Medponsko-priponske priredne zloženke nastanejo iz besedne zveze s stavčnim prilastkom v skladenjski podstavi, v prilastkovem odvisniku sta predmetnopomenski besedi v prirednem razmerju. Takšnih zloženk je zelo malo in so večinoma vezane na jezikovno, ozemeljsko ali narodnostno povezane skupine. Zloženke so samo pridevniške z vrstnim priponskim obrazilom -ski. Primeri:
baltoslovanski ← [ta, ki je povezan z] Balt[-i] {in} Slovan[-i], [ ] → -ski, { } → -o-, Balt-, -slovan;
srbohrvaški ← povezan s Srbi in Hrvati; indoevropski ← povezan z Indijo in Evropo.
Enomorfemske priredne zloženke z medponskim obrazilom lahko nastanejo iz samostalnikov ali pa iz pridevnikov. Te zloženke se lahko pišejo skupaj ali z vezajem. Med priredne samostalniške zloženke Vidovič Muha uvršča tvorjenke tipa Breznik-Ramovš, Vič-Rudnik, ki ohranjajo vezaj in veliko začetnico tudi pri drugi sestavini. Priredne pridevniške zloženke nastanejo večinoma iz kakovostnih in vrstnih pridevnikov, ki so v prirednem razmerju. Zapisujejo se z vezajem (zapis brez vezaja nakazuje podredno zloženko). Primeri: 
sivozelen ← siv {z} zelen{-im} ← siv, na katerem je zelen (= podredna zloženka)  :  sivo-zelen ← siv {in} zelen (= priredna zloženka);
poljedelsko-živinorejski ←poljedelski in živinorejski; slovensko-nemški ← slovenski in nemški.
Medponsko obrazilo je v obeh tipih pridevniških zloženk o-jevsko: bel-o(-)rdeč, poljedeljsk-o(-)živinorejski. Za razliko od podrednih zloženk so priredne dvonaglasne: 
sívo-zelèn : sivozelèn. (Vidovič Muha 2011, 313-314)

## Delitev zloženk vSlovenski slovnici
Jože Toporišič v Slovenski slovnici loči tri vrste zloženk:
- z medponsko-priponskim obrazilom: vročekrven ← tak vroče krvi; kažipot ← to, kar kaže pot; častihlepen ← ta, ki hlepi po časti;
- s samomedponskim obrazilom: zobozdravnik ← zdravnik za zobe; avtocesta ← cesta za avte; Slovenijales ← les iz Slovenije;
- kratično: EU ← Evropska unija; SDS ← Socialdemokratska stranka; Tomos ← Tovarna motorjev Sežana.

Pri medponsko-priponski vrsti zlaganja se pogosto spreminjajo slovnične lastnosti prvotne podstave, pri vrsti s samomedponskim obrazilom pa se slovnične lastnosti ravnajo po tistem delu podstave, ki pride na konec zloženke.
Tvorbo kratic definira kot kombiniranje krnitve, sklapljanja in obraziljenja s končniškim morfemom. Algoritem predvideva združitev okrajšanih delov prvotnega večbesednega poimenovanja na začetne glasove, zloge ali mešano v eno besedo. Naglas se postavi (večinoma) na zadnji zlog osnove. (Toporišič 2004, 158-159)